# Leonardo Rodriguez Pereira
Leonardo Rodrigues Pereira,casado com Kamilla Fiorese , pai da NIcoly ,Kauany e Zoí mais conhecido como Leonardo ou leozinho (Vila Velha, 22 de Setembro de 1986), é um ex-futebolista brasileiro que jogava como meia-atacante. Atualmente, é portador da licença UEFA B de treinador.

## Carreira
Leonardo começou carreira na Desportiva 2002 e terminou no Al Dhafra em 2022.

## Títulos
AEK Athens
- Copa da Grécia: 2010–11

Jeonbuk Hyundai Motors
- K League Classic: 2014 e 2015
- Liga dos Campeões da AFC: 2016

Al Jazira Club
- Campeonato Emiradense de Futebol: 2016–17